# 第一届澳门国际电影节
第一届澳门国际电影节（英語：1st Macau International Movie Festival）在2009年12月28日晚上于澳门举行，评审团成员主要是葛优、冯小刚、栗原小卷、唐季礼等，本次最大赢家是《我们天上见》。

## 提名和得奖
- 得奖名单 （页面存档备份，存于）

| 最佳影片 - 戴立忍《不能没有你》                                                                                    | 最佳导演 - 蒋雯丽《我们天上见》 - 戴立忍《不能没有你》 - 张辉《天山雪》 - 加尼·特纳《白色婚礼》（南非）        |
| 最佳男主角 - 朱旭《我们天上见》 - 陈文彬《不能没有你》 - 成泰燊《马文的战争》 - 夏雨《感情生活》                   | 最佳女主角 - 马马泰·布基亚《瓦纳加》（印度） - 爱新觉罗·启星《濠情岁月》 - 吴越《前妻》 - 江一燕《宝贵的秘密》 |
| 最佳男配角 - 牛飘《宝贵的秘密》 - 胡晓光《天山雪》 - 明道《感情生活》 - 李梦男《马文的战争》                       | 最佳女配角 - 许晴《建国大业》 - 杨萌《天山雪》 - 王姬《马文的战争》                                            |
| 最佳编剧 - 胡安·菲舍尔、埃尔温·格格尔《寻找米格》 - 张辉《天山雪》 - 谢晓东《无形杀》 - 周娟、宝力德《寻找那达慕》 | 优秀影片 - 韩三平、黄建新《建国大业》                                                                          |
| 最佳新人 - 姚星彤《感情生活》 - 张榕容《阳阳》 - 居文沛《即日启程》                                                | 最佳纪录片 - 何颖贤《女移工》                                                                                  |
| 最佳动作片导演 - 傅华阳《精舞门》                                                                                  | 澳门电影金像奖 - 蔡安安                                                                                        |
| 澳门电影贡献奖 - 陈逸峰《濠情岁月》                                                                                | 世界电影贡献奖 - 栗原小卷                                                                                      |
| 中国电影贡献奖 - 韩三平                                                                                            | |